# بريميلانوتيد
بريميلانوتيد، الذي يباع تحت الاسم التجاري فيليسي، هو دواء يستخدم لعلاج انخفاض الرغبة الجنسية لدى النساء . يُسْتخدم على وجه التحديد في الحالات التي تحدث قبل انقطاع الطمث وليس بسبب مشاكل طبية أو صحة عقلية أو مشاكل داخل العلاقة. ويعطى عن طريق الحقن تحت الجلد .
تشمل الآثار الجانبية الشائعة له: الغثيان والألم في موقع الحقن والتورد والصداع. وقد يؤدي أيضًا إلى زيادة مؤقتة في ضغط الدم وانخفاض في معدل ضربات القلب، وتغميق اللثة والوجه والثديين. أما السلامة أثناء الحمل غير واضحة، مع وجود دليل على حدوث ضرر في مناطق أخرى. وهو منشط لمستقبل الميلانوكورتين .
وُوفِق على استخدامه الطبي في الولايات المتحدة في عام 2019. ولم يُوافق عليه في أوروبا أو المملكة المتحدة. تبلغ تكلفته في الولايات المتحدة حوالي 600 دولار أمريكي للجرعة الواحدة اعتبارًا من عام 2022.